# Epexochus
Epexóchus — рід жуків родини Довгоносики (Curculionidae).

## Зовнішній вигляд
Жуки цього роду мають досить великий розмір: 13-18 мм у довжину. Основні ознаки:
- головотрубка із кілем посередині, стиснута з боків біля основи, а потім трохи розширена до вершини; лоб опуклий
- Стволик вусиків ледь потовщений до вершини, 2-й  членик джгутика вусиків довший за 2-й
- передньоспинка без борозенки посередині, ширша за свою довжину, її передній та задній краї напівкруглі
- Голова та передньоспинка вкриті дуже густими й дрібними крапками, великих крапок обмаль
- надкрилля в основі трохи ширші за передньоспинку, з помітними плечима; 3-й та 5-й проміжки між крапковими рядами в основній половині опуклі
- передньоспинка та надкрилля вкриті тривершинними лусочками, причому центральна вершина довша за крайні
- 1-й та 2-й членики задніх лапок видовжені, 1-й звичайно набагато довший за 2-й, кігтики зрослися біля основи

Докладніший опис зовнішньої морфології і фотографії усіх відомих видів роду див..

## Спосіб життя
Не вивчений, ймовірно, він типовий для Cleonini. Жуків інколи знаходять на полину.

## Географічне поширення
Ареали усіх відомих видів цього роду тяжіють до центральної частини півдня Палеарктики (див. нижче). Докладний перелік пунктів знахідок див публікацію Meregalli..

## Класифікація
До цього роду включені чотири види:
- Epexochus korotyaevi Meregalli & Talamelli, 2009 — Таджикистан
- Epexochus lehnianni Menetries, 1849 — Казахстан, Західний Сибір, Північно-Зіхідний Китай
- Epexochus mongolicus Meregalli & Talamelli, 2009 — Монголія
- Epexochus voriseki Meregalli & Talamelli, 2009 — Туркменістан, Узбекистан